# Маргалит Матитяу
Маргалит Матитяу (на иврит: מרגלית מתתיהו) е израелска поетеса, по произход сефарадска еврейка от Солун, която пише на ладински език и иврит.

## Биография
Родена е в 1935 година в Тел Авив, Израел, в семейство на преселници от големия македонски град Солун. След Холокоста родителите ѝ, сефарадски евреи, наследници на евреите от Леон, бягат от Солун и се местят в Тел Авив. Тя завършва литература и философия в Университета Бар-Илан.
Започва да пише на иврит и в 1988 година публикува книгата си Curtijo Quemado на ладински език. Маргарит Матитяу работи по изследването на майчиния си ладински език. Тя е член на Световната академия за изкуство и култура, в която е доктор хонорис кауза, а също така е член на Асоциацията на писателите на иврит в Израел и на израелския ПЕН клуб. Носителка е на множество международни награди и отличия, сред които са:
- Международна награда „Фернандо Хено“ за еврейска литература, присъдена от еврейската общност в Мексико в 1994 година
- Международна литературна награда за поезия „Атенео де Хаен“ в 1996 година, Хаен, Андалусия, Испания
- Награда за ивритски писатели на израелския министър-председател в 1999 година[2]
- Международна награда за поезия в 2003 година, Румъния

Върху творчеството на Маргалит Матитяу в Гьотеборгския университет е написана първата докторска дисертация върху съвременна сефарадска поезия в 2001 – 2002 година. Матилда Матитяу публикува множество стихосбирки на иврит и ладински език в Израел и Испания, както и сборници с кратки разкази. Тя е също така продуцент на документална поредица, озаглавена „Сефаради, традиции и живот“.

## Творчество

### На иврит
- Through the Glass Window (1976)
- No Summer Silence (1979)
- White Letters (1983)
- Handcuffed (1987)
- Midnight Stairs (1995)
- To wake the silnece (2005)

### На ладински
- Alegrica (1993)
- Matriz de luz & Vela de la luz (1997)
- Kamino de Tormento (2000)
- Vagabondo Eternel & Bozes en la Shara (2001)
- Canton de solombra (2005)
- Asiguiendo al esfuenio (2006)